# Dzierzgowo (gromada)
Dzierzgowo – dawna gromada, czyli najmniejsza jednostka podziału terytorialnego Polskiej Rzeczypospolitej Ludowej w latach 1954–1972.
Gromady, z gromadzkimi radami narodowymi (GRN) jako organami władzy najniższego stopnia na wsi, funkcjonowały od reformy reorganizującej administrację wiejską przeprowadzonej jesienią 1954 do momentu ich zniesienia z dniem 1 stycznia 1973, tym samym wypierając organizację gminną w latach 1954–1972.
Gromadę Dzierzgowo z siedzibą GRN w Dzierzgowie utworzono – jako jedną z 8759 gromad na obszarze Polski – w powiecie przasnyskim w woj. warszawskim, na mocy uchwały nr VI/10/16/54 WRN w Warszawie z dnia 5 października 1954. W skład jednostki weszły obszary dotychczasowych gromad Cichowo, Dzierzgowo, Dzierzgówko, Międzyleś i Szumsk, ponadto wieś Ruda i wieś Krery z dotychczasowej gromady Ruda oraz wieś Stegna z dotychczasowej gromady Brozowo-Dąbrówka, ze zniesionej gminy Dzierzgowo w tymże powiecie. Dla gromady ustalono 22 członków gromadzkiej rady narodowej.
1 stycznia 1959 do gromady Dzierzgowo przyłączono kolonię Krery z gromady Dobrogosty w powiecie mławskim.
31 grudnia 1959 do gromady Dzierzgowo przyłączono obszar zniesionej gromady Brzozowo Nowe w tymże powiecie.
31 grudnia 1961 do gromady Dzierzgowo włączono obszar zniesionej gromady Dobrogosty w tymże() powiecie.
Gromada przetrwała do końca 1972 roku, czyli do kolejnej reformy gminnej. 1 stycznia 1973 w powiecie przasnyskim reaktywowano gminę Dzierzgowo (od 1999 gmina znajduje się w powiecie mławskim).